# Enrique de Huntingdon
Enrique de Huntingdon (c. 1080-1160) fue un historiador inglés del siglo XII y archidiácono de Huntingdon.

A Enrique se le conoce principalmente por su trabajo llamado Historia Anglorum (Historia de los Ingleses), que abarca desde la conquista romana del año 43 a. C. hasta la entronización de Enrique II en 1154. Se estima que el setenta por ciento de este trabajo ha sido extraído directamente de otros textos a través de citas directas, traducciones y resúmenes. De dicho porcentaje, aproximadamente el cuarenta por ciento proviene del Historia ecclesiastica gentis Anglorum de Beda. Los datos pertenecientes al periodo 1126-1154 son originales. El propio Enrique fue testigo de algunos hechos importantes que se desarrollaron durante dicho periodo, como son el reinado de Enrique I y Enrique II y la anarquía del reinado de Esteban I. Sus relatos están llenos de historias dramáticas, siendo muy popular en su época e influyó a otros historiadores. Su popularidad, no ha evitado que se siga creyendo que "Historia de los Ingleses" es un trabajo riguroso, ni tampoco su contribución a los debates políticos actuales acerca de la pertencia étnica, nacionalidad y la justificación del gobierno sobre Inglaterra y Gales.

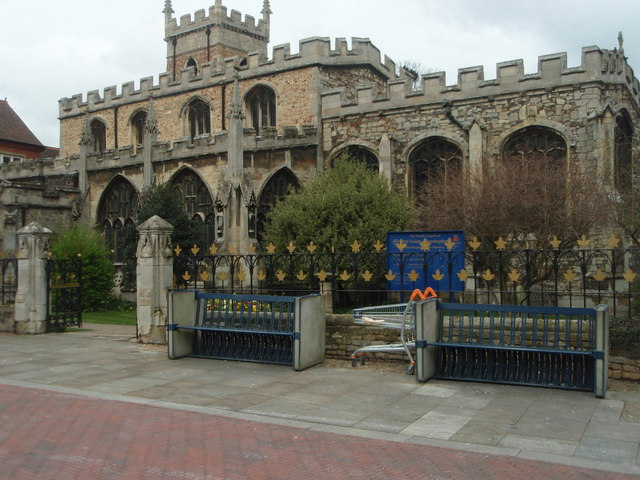
Iglesia de Todos los Santos, Huntingdon.

Enrique dividió la Historia inglesa según las cinco grandes invasiones sufridas en las islas: la de romanos, pictos y escotos, anglosajones, vikingos y normandos. "Historia de los Ingleses" estaba estructurada, en la versión de 1135, en siete libros titulados:
1. La dominación de los romanos en Britania
2. La llegada de los anglos
3. La conversión de los anglos
4. El dominio anglo
5. Las guerras danesas
6. La llegada de los normandos
7. El dominio normando

Posteriores versiones incluyeron tres libros más, sobre la vida de los santos y otros milagros (incluyendo una espectacularmente sangrienta descripción de la descomposición del cuerpo de Enrique I), y un resumen de algunas partes de Historia Regum Britanniae de Godofredo de Monmouth.
Enrique fue el precursor de la periodización del término Heptarquía. 